# Hypotalamohypofyzární komplex
Hypotalamohypofyzární komplex (systém) je systém, v němž zaujímají nejvyšší postavení neurosekreční buňky spodiny mezimozku (hypotalamu) a tvoří dvě odlišné skupiny.

## 1. skupina
Tato skupina buněk vysílá svá zakončení ke kapilárním kličkám hypofyzárního stonku, kterými prochází krev, zásobující přední lalok podvěsku mozkového (adenohypofýza). Produkují jednak neurohormony stimulační-liberiny, jednak neurohormony inhibující-statiny, které ovlivňují produkci adenohypofyzárních hormonů buňkami adenohypofýzy.

### Adenohypofyzární hormony

#### Růstový hormon
Somatotropní hormon STH, ovlivňující metabolismus bílkovin, tuků, sacharidů a minerálních látek. Uplatňuje se především v dětství a v dospívání. Při jeho nadměrném vyměšování (hyperfunkci) v době neukončeného růstu dochází k obřímu růstu (gigantismu); naopak při sníženém vyměšování (hypofunkci) dochází u postižené osoby k trpasličímu růstu (nanismu). Je-li tvorba hormonu zvýšena po ukončení růstu, narůstají dále části kostry, které nebyly ještě osifikovány (čelní kost, dolní čelist, články prstů) a také se nadměrně zvětšují vnitřní orgány. Soubor těchto příznaků se označuje jako akromegalie.

#### Hormony řídící činnost jiných endokrinních žláz
- Adrenokortikotropní hormon ACTH

Ovlivňuje činnost nadledvin.
- Tyreotropní hormon TSH

Ovlivňuje činnost štítné žlázy.
- Gonadotropní hormony

Ovlivňují růst a činnost ženských a mužských pohlavních žláz. Mezi ně patří folikulostimulující hormon FSH, který u žen podporuje růst folikulů ve vaječnících a produkci ženských pohlavních hormonů (estrogenů); u mužů ovlivňuje tvorbu pohlavních buněk (spermiogenezi) a luteinizační hormon LH, podporující u žen růst žlutého tělíska a produkci hormonů žlutého tělíska (progesteron); u mužů ovlivňuje produkci mužského pohlavního hormonu (testosteronu) Leygidovými buňkami.
- Prolaktin

Prolaktin (luteotropní hormon LTH) řídí rozvoj mléčných žláz, vyměšování mléka, rozvoj žlutého tělíska a ovlivňuje rodičovské chování.

## 2. skupina
Tato skupina neurosekrečních buněk hypotalamu vysílá svá zakončení do zadního laloku hypofýzy (neurohyphophysy) a produkuje neurohypofyzární hormony, mezi něž patří:

### Antidiuretický hormon ADH
Tento hormon ovlivňuje propustnost ledvinových kanálků pro vodu a její zpětné vstřebávání z moče do krve.

### Oxytocin
Tento hormon působí na hladké svalstvo dělohy, vyvolává jeho stahy při porodu a stahy hladkého svalstva ve vývodech mléčné žlázy při sání kojence.